# Jacobo Fitz-James Stuart y Falcó, Công tước thứ 17 xứ Alba
Jacobo Fitz-James Stuart y Falcó, Công tước thứ 17 xứ Alba, Công tước thứ 10 xứ Berwick, GE (17 tháng 10 năm 1878 – 24 tháng 9 năm 1953) là một quý tộc, nhà ngoại giao, chính trị gia, nhà sưu tập nghệ thuật người Tây Ban Nha, và từng là vận động viên đại diện cho Tây Ban Nha tại Thế vận hội Olympic và đạt huy chương bạc. Ông là một trong những quý tộc quan trọng nhất trong thời đại của mình và nắm giữ nhiều tước hiệu quý tộc khác nhau, bao gồm công tước xứ Alba de Tormes và Berwick, Bá tước xứ Lemos, Lerín, Montijo và Hầu tước xứ Carpio. Ông được trao Huân chương Lông cừu vàng của Tây Ban Nha vào năm 1926.
Jacobo là bá tước đời thứ 10 của xứ Berwick, một tước hiệu thuộc Đẳng cấp quý tộc Anh được lập ra để trao cho người con hoang hoàng gia của Vua James II là James FitzJames, có nghĩa là Jacobo là hậu duệ trực hệ của Vương tộc Stuart. Ông không có con trai và chỉ có một người con gái duy nhất, vì thế, theo luật của Vương quốc Anh tước hiệu Công tước xứ Berwick thuộc Đẳng cấp quý tộc Anh sẽ bị thu hồi, trong khi đó, theo luật của Tây Ban Nha, nữ giới có thể kế thừa các tước hiệu quý tộc Tây Ban Nha.
Ông là bạn thân và họ hàng của Vương thất Anh, vì thế ông là một trong những khách mời chính trong đám cưới của Nữ vương Elizabeth II vào năm 1947.